# Michael Douglas
Michael Kirk Douglas (ur. 25 września 1944 w New Brunswick) – amerykański aktor i producent filmowy. Laureat Oscara za rolę w filmie Wall Street (1987).
W 2018 otrzymał własną gwiazdę w Alei Gwiazd w Los Angeles znajdującą się przy 6259 Hollywood Boulevard.

## Życiorys

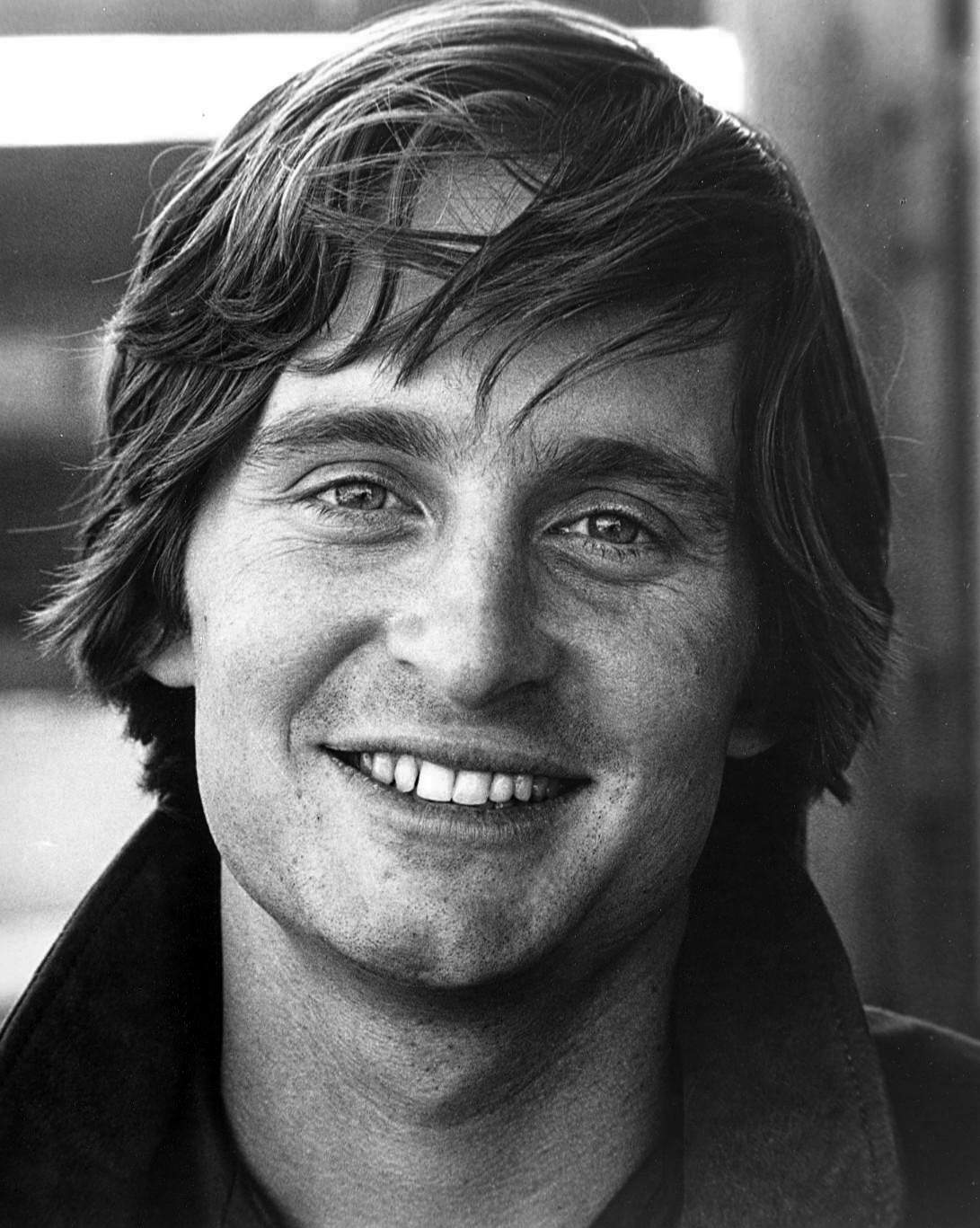
Michael Douglas (1969)

### Wczesne lata
Urodził się w New Brunswick w New Jersey jako starszy z dwóch synów hollywoodzkiej pary aktorskiej Diany Love Dill (1923–2015) i Kirka Douglasa (1916–2020). Jego ojciec był pochodzenia żydowskiego, a matka miała korzenie angielskie, irlandzkie, walijskie, holenderskie, szkockie, belgijskie i francuskie. Wychowywał się z młodszym bratem Joelem (ur. 23 stycznia 1947). Jego rodzice rozwiedli się, gdy miał sześć lat, zamieszkał z matką i jej nowym mężem. Miał dwóch młodszych braci przyrodnich z drugiego małżeństwa ojca z Anne Buydens – Petera Vincenta (ur. 23 listopada 1955) i Erica Anthony’ego (ur. 21 stycznia 1958, zm. 6 lipca 2004). Widząc ojca tylko na wakacjach, uczęszczał do szkoły Eaglebrook w Deerfield w Massachusetts, gdzie był o rok młodszy od wszystkich swoich kolegów z klasy. 
Uczęszczał do elitarnej przygotowawczej Choate School i spędzał lato z ojcem na planach filmowych. Uczył się w Robert E. Lee High School w Midland w Teksasie. W 1959 ukończył Allen–Stevenson School na Manhattanie. Naukę kontynuował w Choate Rosemary Hall w Wallingford w Connecticut. Chociaż został przyjęty na Uniwersytet Yale, w 1968 ukończył studia na wydziale sztuk dramatycznych Uniwersytetu Kalifornijskiego w Santa Barbara. Ojciec zdecydowanie sprzeciwiał się karierze aktorskiej, mówiąc, że jest to branża z wieloma upadkami i kilkoma wzlotami, i że chciał, aby cała czwórka jego synów trzymała się z daleka. Po uzyskaniu licencjatu, w 1968 przeniósł się do Nowego Jorku, gdzie uczył się aktorstwa w American Place Theatre z Wynnem Handmanem, a także w The Neighborhood Playhouse pod kierunkiem Sanforda Meisnera i Eugene O’Neill Theater Center w Waterford w Connecticut.

### Kariera
W 1962 rozpoczął karierę filmową, jako asystent reżysera westernu Ostatni kowboj (Lonely Are the Brave, 1962), z udziałem swojego ojca, Geny Rowlands i Waltera Matthau. Jako aktor zadebiutował rolą kierowcy jeepa w dramacie wojennym Melville’a Shavelsona Cień olbrzyma (Cast a Giant Shadow, 1966) u boku ojca i Angie Dickinson. Rola młodzieńca z długimi włosami i radykalnymi poglądami pochodzącego z rodziny o tradycjach patriotycznych i wojskowych, zagorzałego przeciwnika wojny w Wietnamie, który spowodował wypadek, w wyniku którego jego starszy brat Frank (Peter Strauss) ma sztywną nogę, w niezależnym dramacie Cześć, bohaterze! (Hail, Hero!, 1969) przyniosła mu nominację do nagrody Złotego Globu za najbardziej obiecujący debiut. W 1969 wystąpił w produkcji off-Broadwayowskiej Świszczący czarodziej i sułtan Tuffet.
Był brany pod uwagę do roli Olivera w melodramacie Love Story (1970), którą ostatecznie zagrał Ryan O’Neal. W dramacie Adam o szóstej rano (Adam at 6 A.M., 1970) zagrał Adama Gainesa, profesora semantyki w kalifornijskim college’u, który popada w samozadowolenie w swoim życiu i dowiaduje się o śmierci krewnego w Missouri. W 1971 otrzymał nagrodę Theatre World za rolę Jerry’ego Nazisty, który z przyzwoitego człowieka przemienia się w zabójcę w sztuce Pinkville z Raulem Julią, Lane Smithem i Jamesem Tolkanem. Następnie zagrał w dramacie Anthony’ego Newleya Szczęśliwe dni (Summertree, 1971) i Daniela „Danny’ego” Arlingtona Williamsa III w sentymentalnym dziecięcym melodramacie wytwórni Walt Disney Studios Napoleon i Samanta (Napoleon and Samantha, 1972) z Jodie Foster.
Sławę zyskał rolą detektywa Steve’a Kellera w serialu ABC Ulice San Francisco (The Streets of San Francisco, 1972–1976), za którą trzykrotnie zdobył nominację do nagrody Emmy i raz do nagrody Złotego Globu, a także wyreżyserował dwa odcinki. W 1976 odebrał nagrodę Oscara jako producent filmowy dramatu Miloša Formana Lot nad kukułczym gniazdem (One Flew Over the Cuckoo's Nest, 1975) z Jackiem Nicholsonem. Uznanie przyniosła mu także postać doktora Marka Bellowsa, który wraz ze swoją dziewczyną–lekarką wpada na trop afery w dreszczowcu Śpiączka (Coma, 1978) oraz jako operator kamery robiący reportaż z elektrowni atomowej w dreszczowcu Chiński syndrom (The China Syndrome, 1979) u boku Jane Fondy i Jacka Lemmona. Jako maratończyk Michael Andropolis w dramacie sportowym Biegacz (Running, 1979) był nominowany do Nagrody Genie za najlepszy występ aktora zagranicznego.
Odniósł ekranowy sukces, kiedy wyprodukował i zagrał postać obieżyświata Jacka T. Coltona w romantycznej komedii przygodowej Roberta Zemeckisa Miłość, szmaragd i krokodyl (Romancing the Stone, 1984) z Kathleen Turner i Dannym DeVito, z którymi ponownie spotkał się na planie suquelu Lewisa Teague’a Klejnot Nilu (The Jewel of the Nile, 1985) i czarnej komedii Danny’ego DeVito Wojna państwa Rose (The War of the Roses, 1989).

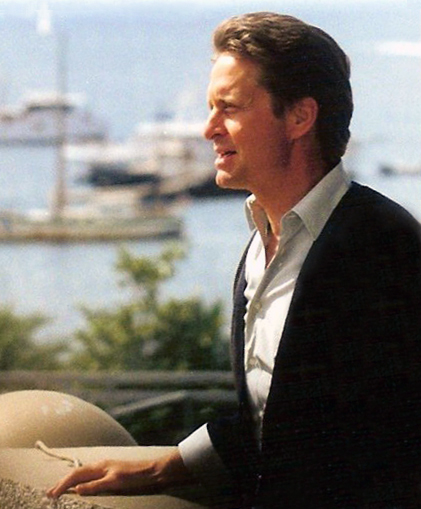
Douglas (1987)

Kreacja rekina giełdowego Gordona Gekko, w dramacie kryminalnym Olivera Stone’a Wall Street (1987), przyniosła mu Oscara, Złoty Glob, David di Donatello i Nastro d’argento. Za postać prześladowanego przez niebezpieczną kochankę cudzołożnika w dreszczowcu psychologicznym Fatalne zauroczenie (Fatal Attraction, 1987) z Glenn Close i Anne Archer był nominowany do nagrody Brytyjskiej Akademii Filmowej.
W 1990 założył własną firmę produkcyjną Stonebridge Entertainment. W 1991 był trzecim najlepiej opłacanym aktorem na świecie (z honorarium w wysokości 10 mln dol.). Rola detektywa uległego pięknej, podejrzanej o morderstwo pisarki, w dreszczowcu Paula Verhoevena Nagi instynkt (Basic Instinct, 1992), mimo nominacji do nagrody MTV Movie Award dla najlepszego odtwórcy roli męskiej i najlepszego ekranowego duetu z Sharon Stone, doczekała się także nominacji do Złotej Maliny dla najgorszego aktora. W dramacie kryminalnym Joela Schumachera Upadek (1993), którego akcja rozpoczyna się od gigantycznego korka na autostradzie do Los Angeles, Douglas wcielił się w postać Williama „D-Fensa” Fostera, który nie mogąc poradzić sobie z własnymi problemami i głupotą otaczającego świata, wkracza na drogę przemocy i autodestrukcji. Za rolę żonatego eksperta komputerowego, napastowanego seksualnie przez bezwzględną szefową (Demi Moore) w kontrowersyjnym dreszczowcu erotycznym Barry’ego Levinsona W sieci (Disclosure, 1994) zdobył Nagrodę Współczesnego Mistrza na festiwalu w Santa Barbara.
Nagrodę krytyków w Los Angeles odebrał za postać scenarzysty–wykładowcy języka angielskiego w komediodramacie Curtisa Hansona Cudowni chłopcy (Wonder Boys, 2000). W dramacie Stevena Soderbergha Traffic (2000) zagrał szefa agencji do zwalczania narkotyków sędziego Roberta Lewisa. Kolejną nominację do nagrody Emmy zdobył za rolę geja-detektywa Gavina Hatcha zainteresowanego Willem Trumanem (Eric McCormack) w sitcomie NBC Will & Grace (2002).
W 1998 i 2016 został laureatem Cezara honorowego za całokształt twórczości, a w 2004 otrzymał nagrodę im. Cecila B. DeMille’a.
Był na okładkach magazynów takich jak „Entertainment Weekly”, „Rolling Stone”, „People”, „Time”, „Bravo”, „Playgirl”, „GQ”, „TV Guide”, „Vanity Fair”, „Men’s Journal”, „Viva!”, „Esquire”, „L’Officiel Hommes”, „Interview” i „Ekran”.

## Życie prywatne
Spotykał się z Brendą Vaccaro (1970–76) i Elizabeth Vargas. Od 20 marca 1977 do czerwca 2000 był żonaty z Diandrą M. Luker (ur. 1956), z którą ma syna Camerona Morrella (ur. 13 grudnia 1978). Od 31 grudnia 1999 spotykał się z Catheriną Zeta-Jones (ur. 1969), młodszą od niego o 25 lat walijską aktorką, którą poślubił 18 listopada 2000. Mają dwoje dzieci – syna Dylana Michaela (ur. 8 sierpnia 2000) i córkę Carys Zetę (ur. 22 sierpnia 2003).
W sierpniu 2010 Douglas wyznał, że lekarze wykryli w jego gardle nowotwór, będący w czwartym, najbardziej zaawansowanym stadium. Podczas choroby aktor schudł prawie 15 kilogramów. Na początku 2011 roku wyznał w wywiadzie dla NBC, że pokonał raka i nie ma już guza w krtani. W roku 2013 podczas wywiadu udzielonemu Samuelowi L. Jacksonowi przyznał się do tego, że kłamał mówiąc o raku krtani, a naprawdę miał raka języka.
W 2025 poinformował o zakończeniu kariery aktorskiej.

## Filmografia
- 1966: Cast a Giant Shadow jako kierowca jeepa
- 1969: Gdzie jest Jack? jako Constable
- 1969: Cześć, bohaterze! jako Carl
- 1970: Adam o szóstej rano jako Adam Gaines
- 1971: Summertree jako Jerry
- 1972: Napoleon i Samanta jako Danny
- 1972–1977: Ulice San Francisco jako inspektor Steve Keller (w latach 1972–1976)
- 1978: Coma jako dr Mark Bellows
- 1979: Chiński syndrom jako Richard Adams
- 1979: Biegacz jako Michael Andropolis
- 1980: Teraz moja kolej jako Ben Lewin
- 1983: Trybunał jako Steven Hardin
- 1984: Miłość, szmaragd i krokodyl jako Jack Colton
- 1985: Klejnot Nilu jako Jack Colton
- 1985: Chór jako Zach
- 1987: Wall Street jako Gordon Gekko
- 1987: Fatalne zauroczenie jako Dan Gallagher
- 1989: Wojna państwa Rose jako Oliver Rose
- 1989: Czarny deszcz jako Nick Conklin
- 1992: Nagi instynkt jako Nick Curran
- 1992: Światło w mroku jako Ed Leland
- 1993: Upadek jako William Foster
- 1994: W sieci jako Tom Sanders
- 1995: Prezydent: Miłość w Białym Domu jako prezydent Andrew Shepherd
- 1996: Duch i Mrok jako Charles Remington
- 1997: Gra jako Nicholas Van Orton
- 1998: Morderstwo doskonałe jako Steven Taylor
- 2000: Cudowni chłopcy jako Grady Tripp
- 2000: Traffic jako Robert Wakefield
- 2001: Nikomu ani słowa jako dr Nathan Conrad
- 2001: O czym marzą faceci jako pan Burmeister
- 2003: Teściowie jako Steve Tobias
- 2003: Wszystko w rodzinie jako Alex Gromberg
- 2006: Ja, ty i on jako pan Thompson
- 2006: Strażnik jako Pete Garrison
- 2007: Król Kalifornii jako Charlie
- 2009: Ponad wszelką wątpliwość jako Mark Hunter
- 2009: Duchy moich byłych jako wujek Wayne Mead
- 2009: Człowiek sukcesu jako Ben Kalmen
- 2010: Wall Street: Pieniądz nie śpi jako Gordon Gekko
- 2011: Ścigana jako Alex Coblenz
- 2013: Last Vegas jako Billy
- 2013: Wielki Liberace jako Liberace
- 2014: And So It Goes jako Oren Little
- 2014: Pojedynek na pustyni jako Madec
- 2015: Ant-Man jako Hank Pym
- 2018: Ant-Man i Osa jako Hank Pym
- 2018–2021: The Kominsky Method jako Sandy Kominsky
- 2019: Avengers: Koniec gry jako Hank Pym
- 2023: Ant-Man i Osa: Kwantomania jako Hank Pym